# Сапре, Рамчандра
Рамчандра Бхаргава Сапре (маратхи रामचंद्र सप्रे, англ. Ramchandra Bhargava Sapre, 4 марта 1915 — май 1999) — индийский шахматист.
Победитель первого чемпионата Индии (разделил 1—2 места с Д. Венкайей).
В составе сборной Индии участник двух шахматных олимпиад (1956 и 1960 гг.).
На олимпиаде 1956 г. выступал на 1-й доске. Участвовал во всех матчах своей команды (сборная Индии выступала без запасных участников). Одержал 5 побед (в том числе над О. Бенкнером и Б. Райлли), потерпел 6 поражений (М. Найдорфа, Ф. Олафссона, В. Унцикера, Г. Голомбека, К. Оянена и Ц. Жугдэра), 6 партий завершил вничью (в том числе с Р. Флоресом и У. Фэйрхерстом).
На олимпиаде 1960 г. выступал на 2-й доске. Как и в 1956 г., участвовал во всех матчах команды. В 20 партиях одержал 3 победы (в том числе над Ж. Рибейру), потерпел 8 поражений (от П. П. Кереса, И. Доннера, Р. Нараньи, А. Тарновского, С. Хольма, И. Алони, Э. Кобо и Д. де Ланге) и 9 партий завершил вничью (в том числе с Э. Элисказесом, А. Бени, М. Юханссоном, М. Рантаненом, З. Додой, А. Тораном, Ф. Пальмиотто).